# Gheorghe Timiș
Gheorghe Timiș, též Georg Timis nebo Times, byl rakouský politik rumunské národnosti z Bukoviny, během revolučního roku 1848 poslanec Říšského sněmu.

## Biografie
Roku 1849 se uvádí jako Georg Times, majitel hospodářství v obci Cupca (Kupka). Jeho rod pocházel z regionu Maramureše. Ve vesnici Cupca se dochoval jeho dům.
Během revolučního roku 1848 se zapojil do veřejného dění. Ve volbách roku 1848 byl zvolen i na ústavodárný Říšský sněm. Zastupoval volební obvod Černovice-venkov. Tehdy se uváděl coby majitel hospodářství. Náležel ke sněmovní pravici.
Patřil mezi čtyři bukovinské poslance rumunské národnosti. Podle jiné studie, ale byl i vzhledem k nízké úrovni vzdělání, národnostně spíše nevyhraněný. Nebyl (jako většina bukovinských poslanců) gramotný.